# Connor Hellebuyck
Connor Charles Hellebuyck (ur. 19 maja 1993 w Commerce, Michigan USA) – amerykański hokeista, gracz NHL, reprezentant Stanów Zjednoczonych.

## Kariera klubowa
- Odessa Jackalopes (2011 - 9.12.2011)
- UMass-Lowell (9.12.2011 - 5.04.2014)
- Winnipeg Jets (5.04.2014 - 
  -  St. John’s IceCaps (2014 - 2015)
  -  Manitoba Moose (2015 - 2016)

## Kariera reprezentacyjna
- Reprezentant USA na MŚ w 2014
- Reprezentant USA na MŚ w 2015
- Członek drużyny Ameryki Północnej na Pucharze Świata w 2016
- Reprezentant USA na MŚ w 2017

## Sukcesy
Indywidualne
- Występ w drużynie gwiazd ligi AHL w sezonie 2014–2015
- Występ w drużynie gwiazd ligi AHL w sezonie 2015−2016
- Występ w Meczu Gwiazd NHL w sezonie 2017−2018

Reprezentacyjne
- Brązowy medal z reprezentacją  USA na MŚ w 2015